# Generalkurie
Die Generalkurie (auch Generalat, Generalhaus, Generalatshaus) ist der Sitz der Generalleitung und zentraler Sitz der Verwaltung einer Ordensgemeinschaft oder eines vergleichbaren Instituts des geweihten oder apostolischen Lebens in der römisch-katholischen Kirche. Im Generalhaus residiert in der Regel der Generalobere bzw. die Generaloberin mit ihren engsten Mitarbeitern und Gehilfen, darunter der Generalvikar oder die Generalvikarin (Stellvertreter des Generals oder der Generalin). Die Generalate der meisten Institute päpstlichen Rechts haben ihren Sitz in Rom.
Zu den typischen Verwaltungsämtern in Ordensgemeinschaften, deren Inhaber zumeist im Generalat tätig sind und häufig auch leben, gehören Generalsekretär/-in (Büroleitung der Kurie und allgemeine Assistenz), Generalprokurator/-in (Bevollmächtigte des Ordens beim Heiligen Stuhl) und die Verantwortlichen für die Finanzen des Ordens (meist Generalökonom/-in, Generalcellerar/-in oder Generalverwalter/-in genannt); ferner zuweilen auch ordenseigene Vizepostulatoren (falls der Orden Selig- oder Heiligsprechungsprozesse für Mitglieder oder Stifter betreibt).
Normalerweise gibt es im Generalatshaus einen Konvent oder eine Kommunität. Oft finden auch die Sitzungen des Generalrates, der als Beratungs- und Mitentscheidungsorgan an der Leitung des Ordens mitwirkt, in der Kurie statt. Die Mitglieder des Generalrates (manchmal auch Generalassistenten genannt) müssen dem Kurienkonvent jedoch nicht zwingend angehören. Auch muss der/die Generalsuperior(-in) nicht unbedingt Hausoberer/-oberin des Generalatskonvents sein. Dieses Amt versieht vielmehr oftmals ein anderes Konvents- oder Kommunitätsmitglied, sodass der oder die Erstgenannte frei für die Aufgaben der Ordensleitung ist. Die Mitglieder des Generalatskonvents sind, wenn die Ordensgemeinschaft in Provinzen unterteilt ist, in der Regel Mitglied derjenigen Provinz, in welcher der Konvent gelegen ist.